# الجایریف
ال-جایریف یک منطقهٔ مسکونی در یمن است که در استان صنعا واقع شده‌است.